# Pocket Fritz
Pocket Fritz è un software scacchistico per Pocket PC distribuito dalla ChessBase.

## Versioni
La prima versione del software è stata pubblicata nel 2001. Il motore di gioco deriva da Shredder. Il gioco ha un'interfaccia grafica bidimensionale che consente di personalizzare il colore dei pezzi e della scacchiera. Alcuni pannelli consentono di visualizzare la notazione algebrica della partita e l'analisi del motore sulla posizione. Il programma permette di giocare contro un altro giocatore umano o contro il motore, o di risolvere esercizi di tattica, di gestire database di partite in formato PGN e di accedere al database online ChessBase.
Pocket Fritz 2, pubblicato nel 2002, aggiunge alcune caratteristiche alla precedente versione. Permette di scegliere lo stile del libro d'apertura, la dimensione della hash table e altre opzioni minori, tra le quali per la grafica aggiunge alcuni set di pezzi e ne visualizza l'anteprima nella finestra delle opzioni.
Pocket Fritz 2 ha forza Elo stimata intorno a 2506.
La terza versione del software, Pocket Fritz 3.2, consente di importare e scegliere il motore di gioco e il libro di apertura. Il motore predefinito è HIARCS 12.1 (2550 punti Elo), come seconda scelta è presente Crafty 22.0b. Il programma consente una notazione più flessibile delle partite, con linee secondarie e commenti, e amplia le tipologie di esercizi di tattica.
La quarta versione del software ha debuttato al pubblico, in anteprima, in occasione della Copa Mercusor 2009. Pocket Fritz 4.1 è stato messo in commercio nel dicembre del 2009. Dispone di motori aggiornati (HIARCS 13.0, Crafty 23.0), supporta i formati di database della ChessBase (.cbh) e aggiunge altre funzionalità minori, come la possibilità di personalizzare i tasti di scelta rapida.

## Forza di gioco e risultati
La forza di gioco è limitata dalla scarsa potenza di calcolo e memoria disponibile su un PDA. Pocket Fritz 2 ha una forza Elo stimata di 2506. Pocket Fritz 3 ha vinto un torneo contro giocatori umani, la categoria VII della Copa Mercusor 2008, in Argentina, con un risultato di 8/10 (6+ 4=). L'anno successivo lo stesso risultato è stato ottenuto da Pocket Fritz 4, presentato al torneo alcuni mesi prima dell'uscita in commercio, che si è aggiudicato la vittoria (9+ 1=) con 3 punti di vantaggio e una prestazione Elo di 2938, migliorando il risultato ottenuto dal suo predecessore nel 2008.